# Hendrik Hoppenstedt

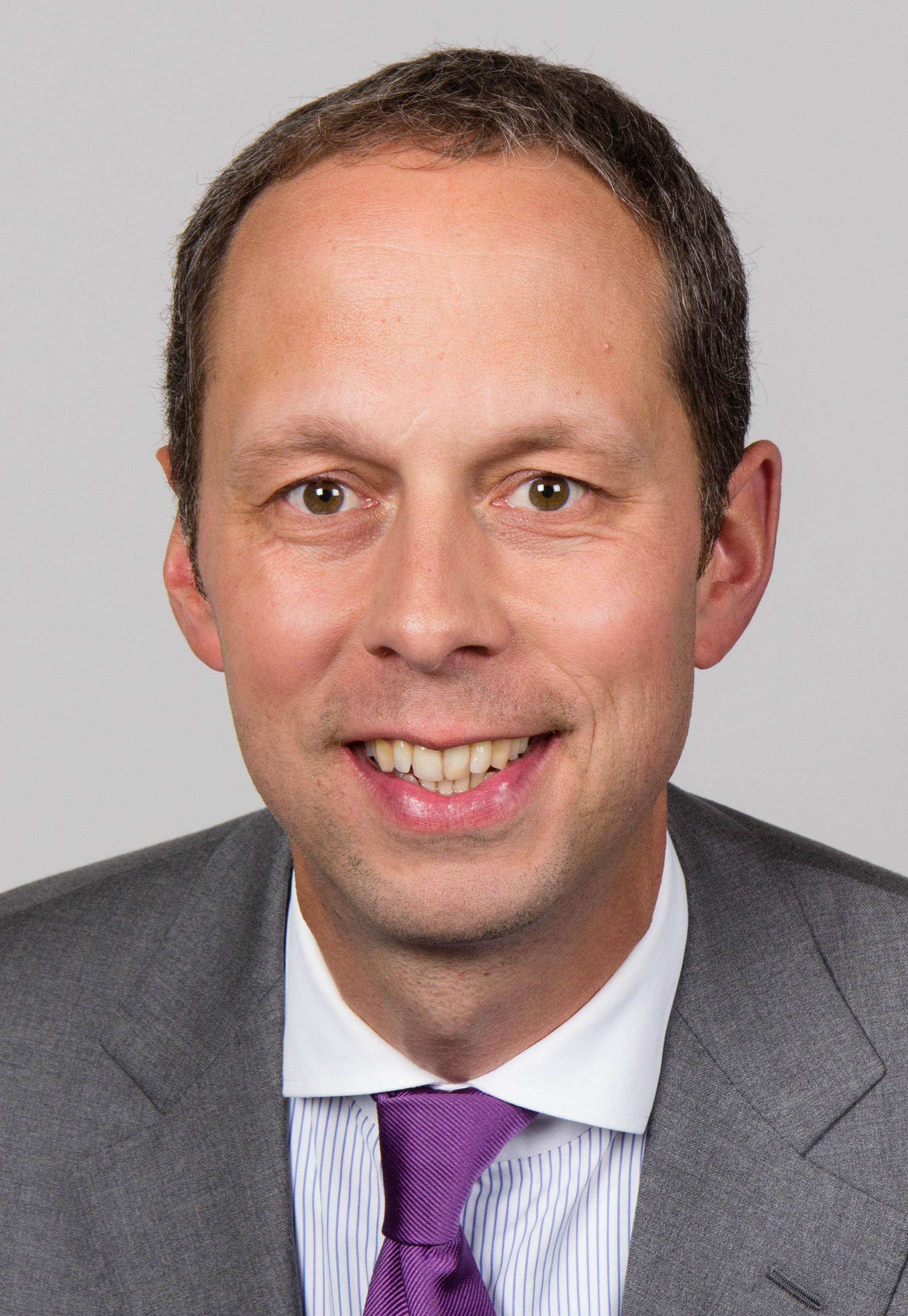
Hendrik Hoppenstedt (2014)

Hendrik Hoppenstedt (* 14. Juni 1972 in Großburgwedel) ist ein deutscher Jurist und Politiker (CDU). Er ist seit 2013 Mitglied des Deutschen Bundestages und war von 2018 bis 2021 Staatsminister bei der Bundeskanzlerin. Seit 2021 ist er Parlamentarischer Geschäftsführer der CDU/CSU-Fraktion im Deutschen Bundestag.

## Leben
Hendrik Hoppenstedt besuchte die Grundschule in Thönse und ging dann auf das Gymnasium Großburgwedel mit einem Auslandsaufenthalt in Abingdon in England. Nach dem Abitur leistete er seinen einjährigen Wehrdienst und ließ sich zum Reserveoffizier ausbilden. Seit dem 25. März 2015 bekleidet er den Dienstgrad eines Oberstleutnants der Reserve. Er studierte bis 1999 Rechtswissenschaften an den Universitäten Passau, Lausanne und Würzburg. In Würzburg wurde er 1999 mit der Dissertation Die bundesstaatliche Ordnung des Grundgesetzes zwischen Unitarismus und Föderalismus zum Dr. iur. promoviert. In den kommenden zwei Jahren war er als Rechtsreferendar am Landgericht Hannover, bei der Staatsanwaltschaft Hannover und bei der Bezirksregierung Hannover beschäftigt, sowie beim Bundesrat und in der Deutschen Botschaft in den Vereinigten Staaten. Bis 2005 war er Bereichsleiter der Allianz SE in Berlin und als Rechtsanwalt tätig. Bis 2018 war er Mitglied im Verwaltungsrat der Sparkasse Hannover und Vertrauensmann der Bausparkasse BHW Hameln.
Er ist verheiratet und hat zwei Töchter. Hoppenstedt ist evangelischer Konfession. Er ist der Sohn von Dietrich H. Hoppenstedt.

## Politische Karriere
Er wurde am 31. Oktober 2004 zum ersten hauptamtlichen Bürgermeister der Stadt Burgwedel in der Region Hannover gewählt, damals der jüngste Bürgermeister von Niedersachsen, und bei der Kommunalwahl 2011 mit 73,1 Prozent der Stimmen im Amt bestätigt. Zur Bundestagswahl im September 2013 trat Hendrik Hoppenstedt im Bundestagswahlkreis Hannover-Land I als Direktkandidat für die Christdemokraten an. Er gewann den Wahlkreis mit 44,3 Prozent der Erststimmen gegen die bisherige Vertreterin Caren Marks von der SPD erstmals seit 1994 für die CDU und wurde damit Bundestagsabgeordneter. Das Amt des Bürgermeisters hat er mit Annahme des Bundestagsmandates aufgegeben. Im Deutschen Bundestag war Hendrik Hoppenstedt von 2016 bis März 2018 stellvertretender Vorsitzender des Ausschusses für Recht und Verbraucherschutz und Mitglied im Unterausschuss Europarecht sowie stellvertretendes Mitglied im Auswärtigen Ausschuss. Zudem war Hoppenstedt stellvertretendes Mitglied im 2. Untersuchungsausschuss der 18. Wahlperiode.
Hoppenstedt ist Kreisverbandsvorsitzender der CDU Hannover-Land und Vorsitzender des Bezirksverbandes Hannover.
Er zählt zu den 75 Unionsabgeordneten – 68 von der CDU (26,9 % aller CDU-Abgeordneten) und 7 von der CSU (12,5 % aller CSU-Abgeordneten) – die im Juni 2017 für die Gleichgeschlechtliche Ehe gestimmt haben.
Hoppenstedt war seit der Bildung des Kabinett Merkel IV am 14. März 2018 Staatsminister bei der Bundeskanzlerin im Bundeskanzleramt und verantwortlich für die Koordination der Bund-Länder-Beziehungen. Er war als Staatsminister auch Koordinator für Bürokratieabbau und bessere Rechtsetzung. Mit der Bildung des Kabinett Scholz im Dezember 2021 schied er aus dem Amt aus; seine Nachfolgerin wurde Sarah Ryglewski.
Mit 100 Prozent der Stimmen wurde er auf Platz eins der niedersächsischen Landesliste für die Bundestagswahl am 26. September 2021 gewählt. Am 13. Dezember 2021 wurde er zum Parlamentarischen Geschäftsführer seiner Fraktion gewählt. Am 13. Mai 2025 wurde er in diesem Amt bestätigt.
Vertreterinnen und Vertreter von Bundestag und Bundesrat haben Hoppenstedt am 23. November 2022 zum Vorsitzenden im Vermittlungsausschuss (VA) gewählt. Den Vorsitz bzw. stellvertretenden Vorsitz wechselt er vierteljährlich mit Manuela Schwesig vom Bundesrat. Nachdem Gesundheitsminister Karl Lauterbach im März 2024 warnte, dass die geplante Cannabislegalisierung durch eine Anrufung des VA verhindert würde, erwiderte Hoppenstedt dass der VA keine Gesetze verhindern könne, außer der VA würde in der Legislaturperiode nicht mehr tagen, dies sei jedoch „als verfassungswidrig einzustufen“. Der VA könne das Gesetz nur verzögern.